# Brenda Brathwaite

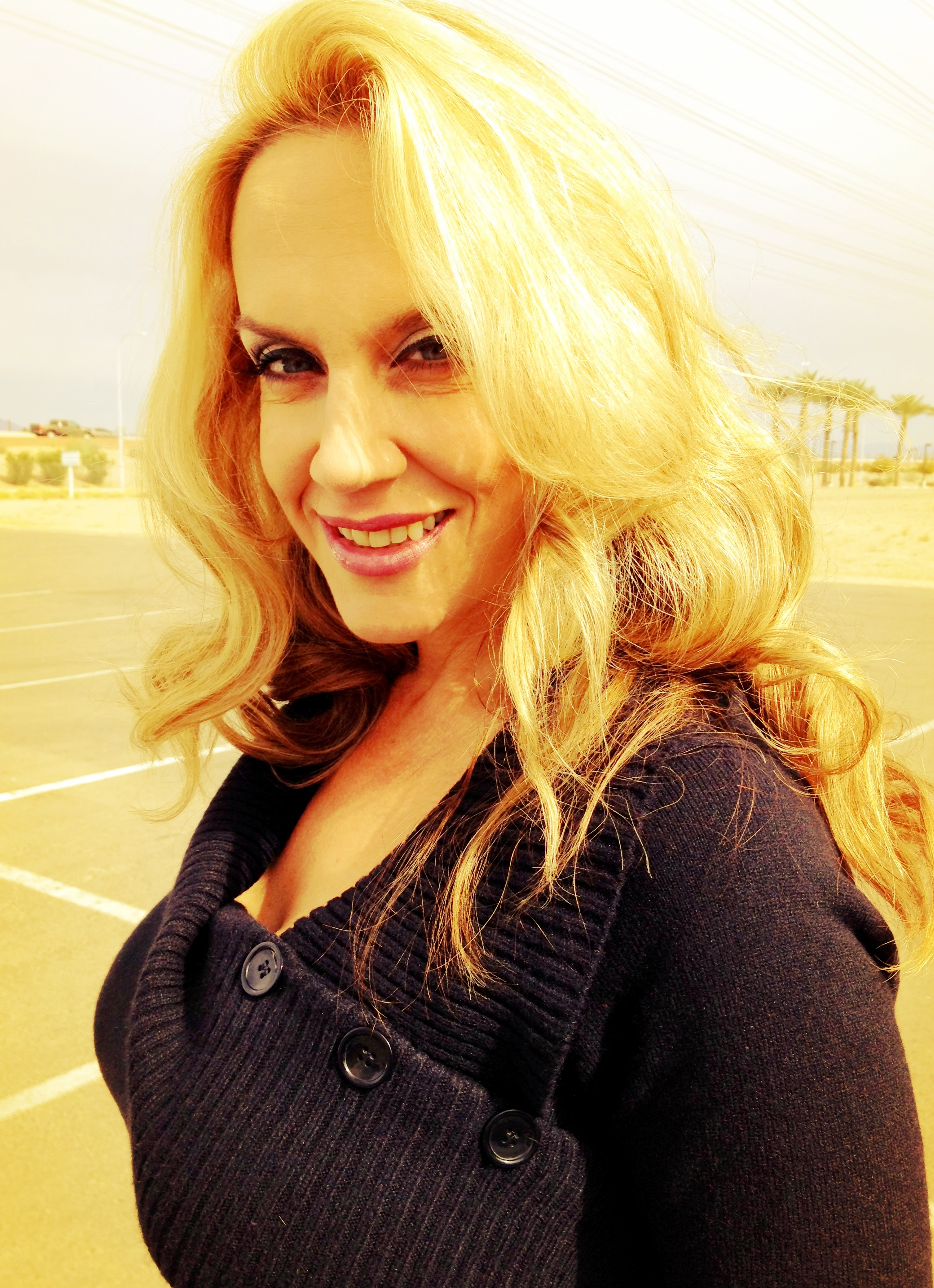
Brenda Romero auf der TEDx 2011

Brenda Brathwaite (* 12. Oktober 1966 in Ogdensburg, New York), bürgerlich Brenda Garno Romero, ist eine amerikanische Videospiel-Designerin. In der Branche erlangte sie Bekanntheit durch ihre Tätigkeit bei Sir-Tech und ihre Mitarbeit an den Wizardry-Rollenspielen.
Neuerdings arbeitet Brathwaite als Entwicklerin von Tabletopspielen, welche unter der Bezeichnung „Mechanic is the Message“ zusammengefasst werden. Unter anderem hat sie auf der GDC 2010 ein Spiel vorgestellt, welches sich mit dem Holocaust beschäftigt. Sie ist verheiratet mit John Romero, mit dem sie das Studio Loot Drop betrieb. Im Dezember 2020 veröffentlichten die beiden mit dem Studio Romero Games das Strategiespiel Empire of Sin, das auf Brendas Idee beruht und bei dem sie als Lead-Designerin fungierte.

## Ludografie (Auszug)
- Jagged Alliance (1994, Handbuch)
- Jagged Alliance: Deadly Games (1996, Handbuch)
- Jagged Alliance 2 (1999, Autor)
- Jagged Alliance 2: Unfinished Business (2000, Autor/Handbuch)
- Wizardry 8 (2001, Autor/Designer)
- Dungeons & Dragons: Heroes (2003, Lead Designer)
- Playboy: The Mansion (2005, Lead Designer)
- Playboy: The Mansion - Private Party (2005)
- Tom Clancy's Ghost Recon: Commander (2012, Project Lead)
- Empire of Sin (2020, Lead Designer)